# Бел Чалъндж
Бел Чалъндж е турнир по тенис за жени, провеждан в гр. Квебек, Канада, от 1993 насам.
Този турнир, част от веригата на WTA Тур, спада към категория Интернешънъл.

## Финалите в турнира през годините

### Сингъл
| Година | Шампион              | Финалист            | Резултат             |
| ------ | -------------------- | ------------------- | -------------------- |
| 2008   | Надя Петрова         | Бетани Матек        | 4 – 6, 6 – 4, 6 – 1  |
| 2007   | Линдзи Дейвънпорт    | Юлия Вакуленко      | 6 – 4, 6 – 1         |
| 2006   | Марион Бартоли       | Олга Пучкова        | 6 – 0, 6 – 0         |
| 2005   | Ейми Фрейзър         | София Арвидсон      | 6 – 1, 7 – 5         |
| 2004   | Мартина Суха         | Абигейл Спиърс      | 7 – 5, 3 – 6, 6 – 2  |
| 2003   | Мария Шарапова       | Милагрос Секуера    | 6 – 2 и отказване    |
| 2002   | Елена Бовина         | Мари-Гаен Микаелиан | 6 – 3, 6 – 4         |
| 2001   | Мегън Шонеси         | Ива Майоли          | 6 – 1, 6 – 3         |
| 2000   | Чанда Рубин          | Дженифър Каприати   | 6 – 4, 6 – 2         |
| 1999   | Дженифър Каприати    | Чанда Рубин         | 4 – 6, 6 – 1, 6 – 2  |
| 1998   | Тара Шнидер          | Чанда Рубин         | 4 – 6, 6 – 4, 7 – 66 |
| 1997   | Бренда Шулц-МакКарти | Доминик ван Роост   | 6 – 4, 46 – 7, 7 – 5 |
| 1996   | Лиса Реймънд         | Елс Каленс          | 6 – 4, 6 – 4         |
| 1995   | Бренда Шулц-МакКарти | Доминик ван Роост   | 7 – 6, 6 – 2         |
| 1994   | Катерина Малеева     | Бренда Шулц         | 6 – 3, 6 – 3         |
| 1993   | Натали Тозиа         | Катерина Малеева    | 6 – 4, 6 – 1         |

### Двойки
| Година | Шампиони                            | Финалисти                      | Резултат             |
| ------ | ----------------------------------- | ------------------------------ | -------------------- |
| 2008   |                                     |                                |                      |
| 2007   | Кристина Фусано Ракел Копс-Джоунс   | Рената Ворачова Стефани Дюбоа  | 6 – 3, 6 – 4         |
| 2006   | Карли Гъликсън Лора Гренвил         | Джил Крейбас Алина Жидкова     | 6 – 3, 6 – 4         |
| 2005   | Анастасия Родионова Елена Веснина   | Лига Декмейере Ашли Харкълроуд | 46 – 7, 6 – 4, 6 – 2 |
| 2004   | Карли Гъликсън Мария Емилия Салерни | Елс Каленс Саманта Стосър      | 7 – 5, 7 – 5         |